# Eero Tapio
Eero Johannes Tapio (ur. 3 marca 1941 w Muhos, zm. 17 grudnia 2022 w Oulu) – fiński zapaśnik walczący w stylu klasycznym.

## Kariera sportowa
Trzykrotny olimpijczyk. Szósty w Tokio 1964 (w kategorii 70 kg), piąty w Meksyku 1968 (w kategorii 70 kg) i dziewiąty w Monachium 1972 (w kategorii 74 kg).
Zdobył cztery medale na mistrzostwach świata, w tym złoty w 1967. Mistrz Europy w 1969. Sześciokrotny medalista mistrzostw nordyckich w latach 1963 – 1971.